# Josep Farran i Mayoral
Josep Farran i Mayoral (Barcelona, 29 de març de 1883 - Barcelona, 7 de març de 1955) fou un assagista, periodista i traductor català.

## Biografia
Nasqué al carrer dels Tiradors de Barcelona, fill d'Agustí Farran i Ballespí, natural de Lleida, i de Lucia Mayoral i Planas, natural de Benavarri.
De formació autodidàctica, estudià grec, fou professor de filosofia i pedagogia de l'Escola Industrial, bibliotecari del Consell de Pedagogia de la Mancomunitat i visqué un temps a França i a Itàlia. Fou redactor de La Veu de Catalunya, col·laborà a La Revista i a la Revista de Catalunya. Defensà l'europeisme cultural a Catalunya i la pervivència de l'humanisme clàssic. Traduí Shakespeare, Flaubert, Swift, Huxley,  Plató i Aristòtil, entre d'altres.